# Andy Irons
Philip Andrew Irons (24. července 1978 – 2. listopadu 2010) byl profesionální surfař. Irons se naučil surfovat na nebezpečných, mělkých útesech na severním pobřeží v Kauai na Havaji. V průběhu své profesionální kariéry třikrát vyhrál ASP World Tours (2003, 2004, 2005), třikrát triumfoval na "Quiksilver Pro France", dvakrát na "Rip Curl Pro Search" (2006 a 2007) a nasbíral 20 vítězství v elitní tour včetně čtyř v závodu "Vans Triple Crown of Surfing" v letech 2002-2006. 3. září 2010 získal titul na Tahiti v závodě "Billabong Pro".
Andy a jeho rodina každoročně pořádali závod pro mládež s názvem "Irons Brothers Pinetrees Classic". Guvernér státu Havaj navždy deklaroval den 13. února jako "Andy Irons Day" (Den Andyho Ironse).
Andyho mladší bratr, Bruce Irons, je bývalým účastníkem série závodů "ASP World Tour". V dětství Andy se svým bratrem na závodech obvykle prohrával, což se změnilo když vstoupil do závodů "World Championship Tour".
Sportovní značka Billabong produkuje řadu plavek, tzv. board shorts, která nese Andyho jméno.
25. listopadu 2007 se Irons v Princeville na Havaji oženil s Lyndie Dupuis. Jeho žena byla právě v sedmém měsíci těhotenství s jejich prvním dítětem, když Andy zemřel.
V roce 2008 byl v Kalifornii uveden do surfařské síně slávy.
V sezóně 2009 Andy Irons z osobních důvodů odstoupil z ASP World Tour, ačkoliv se již několika závodů zúčastnil. Aby mohl vstoupit do sezóny 2010, zařádal o divokou kartu, která mu byla následně udělena prezidentem ASP, Waynem Bartholomewem, díky čemuž nemusel Andy projít kvalifikací přes závody "World Qualifying Series" (WQS). Tentýž rok zvítězil na "Billabong Pro Tahiti".
Je jediným surfařem, kterému se podařilo vyhrát titul ve všech dějištích kalendáře závodů ASP.

## Filmy
V roce 2004 vznikl film s názvem "Blue Horizon" (režírovaný renomovaným surfařským kameramanem Jackem McCoyem), který porovnával Andyho život na okruhu "WCT tour" se životem freesurfera Davida Rastoviche. Film se také dotkl tématu Ironsovy dlouhodobé rivality s desetinásobným mistrem světa Kelly Slaterem. Ačkoliv byl film natočen v dokumentárním stylu, vyvstala debata o tom, zda film nabízí věrné zobrazení Ironsova surfařského životního stylu. Kromě "Blue Horizon", se Andy objevil i v dalších filmech o surfingu.

## Rivalita s Kelly Slaterem
O Andyho rivalitě s kolegou, profesionálním surfařem Kelly Slaterem se hodně psalo, a podle Andyho byl tento vztah až příliš zmedializovaný. V jednom z rozhovorů dokonce řekl: "Pro mě je to, že jsem spojován s Kellym, že jsem s ním srovnáván, něco úžasného. On je ultimátní surfař. On je nejlepší surfař na světě, všech dob. Nejlepší závodník i nejlepší freesurfer, kterého znám a to, že je mé jméno všude vedle jeho je opravdu lichotivé. On je Michaelem Jordanem našeho sportu. Kelly ví, jaký k němu mám vztah. Přes všechen ten mediální humbuk, který je kolem naší rivality, k sobě chováme vzájemný respekt. Lidé si neuvědomují, že spolu občas někam zajdeme. Chodíme spolu vyhlížet vlny, mluvíme o prknech. Osobně mě pozval na jeho závod v Tavarua. Je tady prostě hrozně respektu.

## Smrt
Andy Irons zemřel 3. listopadu 2010. Podle asociace surfařských profesionálů bojoval s virovým onemocněním - horečkou dengue. Profesor Robert Booy, který se zabývá infekčními onemocněními, byl v souvislosti s tím podezříván z toho, že Andymu řekl, že smrt v důsledku horečky dengue je vzácná. Vyšetřovatelé však vyloučili vraždu jako příčinu. Irons byl nalezen dvěma členy hotelového personálu ležící na posteli ve svém pokoji poté, co se jim nedostalo odezvy na klepání.
Irons z důvodu špatného zdravotního stavu odstoupil ze závodu světové tour v Portoriku a letěl zpět domů na Havaj, avšak během mezipřistání v Dallasu zemřel. Údajně prý již v letadle několikrát zvracel. Jako odpověď na Andyho smrt byl závod o dva dny odložen a závodníci uctili jeho památku.
Místní úředníci vydali prohlášení, že příčina smrti nebyla okamžitě známa, avšak havajský deník "Star Advertiser" napsal, že jeho smrt je vyšetřována jako možné předávkování metadonem. Podle oficiální policejní zprávy byl v pokoji Andyho Ironse nalezen pouze Alprazolam a Zolpidem. Navzdory mnoha zvěstem, že se v jeho pokoji našel i metadon však policie tuto teorii nepotvrdila. Podle konečných zpráv byla příčina smrti prasknutá aurta v souvislosti s dědičnou vrozenou vadou, kterou bohužel nikdo z lékařů týmu neobjevil dříve,
Andyho památka byla uctěna 14. listopadu v Hanalei Bay, na Havaji.
Jeho největší soupeř a kamarád Kelly Slater věnoval své vítězství z 6. listopadu právě Andymu. "Jen bych chtěl poslat upřímnou soustrast Andyho rodině" řekl Slater. "Jsem teď trošku zahlcený pocity, ale chtěl bych tohle věnovat Andymu. Tohle to ale nemůže vyrovnat, vzdal bych se tohohle titulu, kdyby se Andy mohl vrátit zpět."
Jeho syn Andy Axel Irons se narodil více než měsíc po Andyho smrti dne 8. prosince 2010 v Hanalei, Havaj.